# Brânza Norvegia

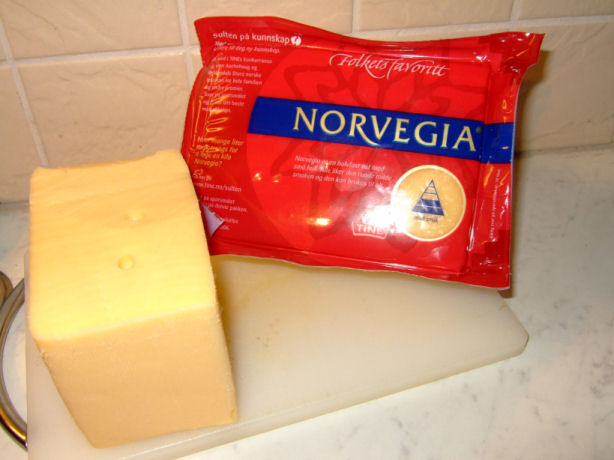
Brânza Norvegia

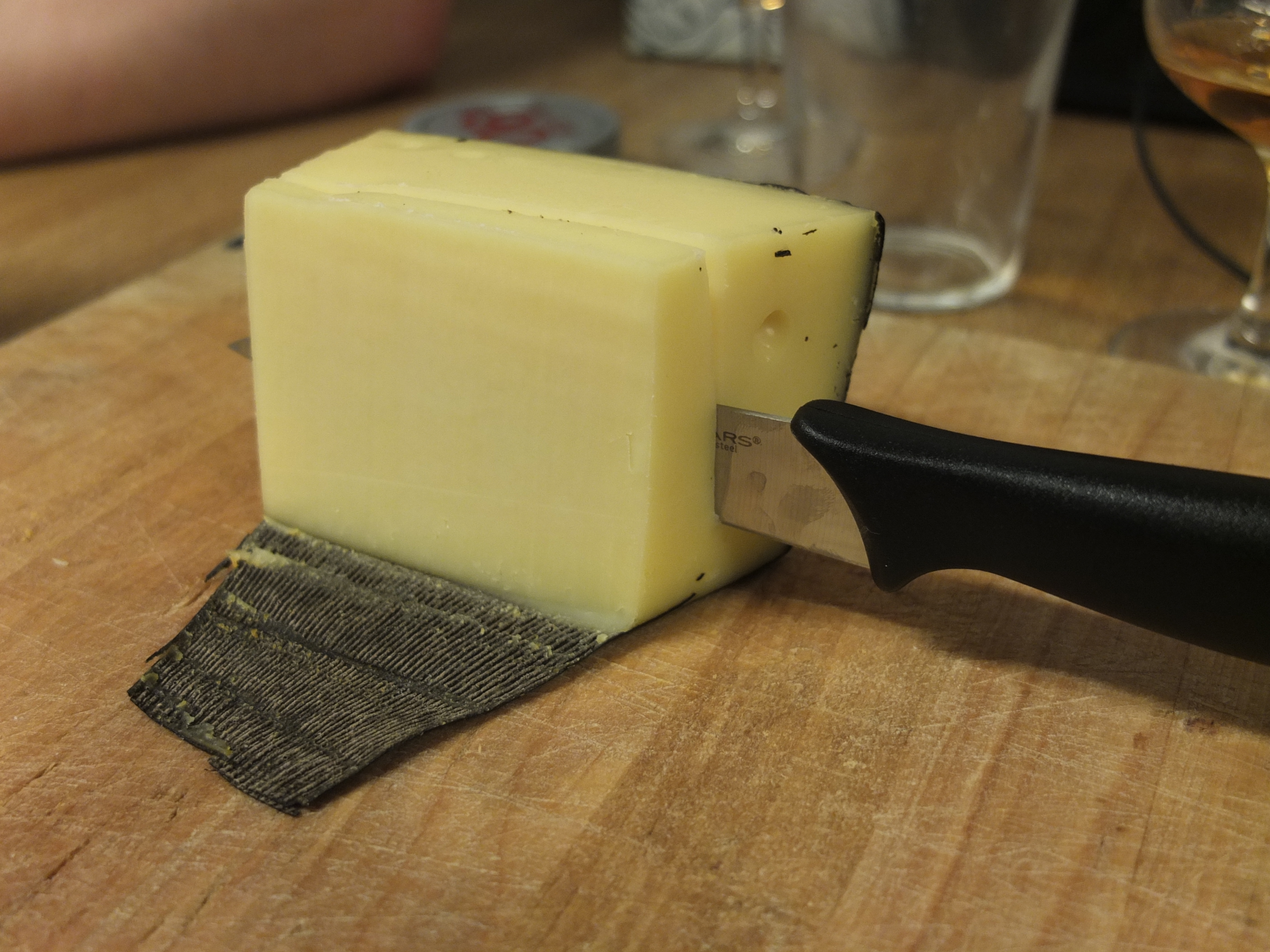
Norveiga Vellagret în folosire

Norvegia este un sortiment de brânză norvegiană produs de către firma Tine, fiind totodată și cea mai vândută brânză în Norvegia. Ea este similară cu brânza Gouda, iar ingredientele sale rămân încă secretul firmei Tine.